# Špela Bračun
Špela Bračun (ur. 3 sierpnia 1977 w mieście Škofja Loka) – słoweńska narciarka alpejska, brązowa medalistka mistrzostw świata juniorów.

## Kariera
Po raz pierwszy na arenie międzynarodowej pojawiła się w 1994 roku, startując na mistrzostwach świata juniorów w Lake Placid. Zajęła tam 38. miejsce w zjeździe i 22. miejsce w gigancie. Podczas rozgrywanych rok później mistrzostw świata juniorów w Voss wywalczyła brązowy medal w kombinacji. Była tam również siódma w zjeździe i gigancie oraz ósma w slalomie.
W zawodach Pucharu Świata zadebiutowała 10 stycznia 1995 roku we Flachau, gdzie nie ukończyła rywalizacji w supergigancie. Pierwsze punkty wywalczyła 16 listopada 1995 roku w Vail, zajmując 23. miejsce w tej samej konkurencji. Na podium zawodów tego cyklu jedyny raz stanęła 17 grudnia 1999 roku w Sankt Moritz, kończąc rywalizację w zjeździe na trzeciej pozycji. W zawodach tych wyprzedziły ją tylko Włoszka Isolde Kostner i Niemka Regina Häusl. W sezonie 1999/2000 zajęła 38. miejsce w klasyfikacji generalnej.
Wystartowała na igrzyskach olimpijskich w Nagano w 1998 roku, zajmując 24. miejsce w zjeździe i 30. w supergigancie. Na rozgrywanych cztery lata później igrzyskach w Salt Lake City zajęła odpowiednio 22. i 24. pozycję. Była też między innymi czternasta w kombinacji podczas mistrzostw świata w Vail w 1999 r.

## Osiągnięcia

### Igrzyska olimpijskie
| Miejsce | Dzień     | Rok  | Miejscowość    | Konkurencja | Czas biegu | Strata | Zwyciężczyni       |
| ------- | --------- | ---- | -------------- | ----------- | ---------- | ------ | ------------------ |
| 30.     | 11 lutego | 1998 | Nagano         | Supergigant | 1:18,02    | +2,27  | Picabo Street      |
| 24.     | 16 lutego | 1998 | Nagano         | Zjazd       | 1:29,89    | +2,65  | Katja Seizinger    |
| 22.     | 17 lutego | 2002 | Salt Lake City | Supergigant | 1:13,59    | +2,92  | Daniela Ceccarelli |
| 24.     | 12 lutego | 2002 | Salt Lake City | Zjazd       | 1:39,56    | +2,76  | Carole Montillet   |

### Mistrzostwa świata
| Miejsce | Dzień       | Rok  | Miejscowość | Konkurencja | Czas biegu | Strata | Zwyciężczyni          |
| ------- | ----------- | ---- | ----------- | ----------- | ---------- | ------ | --------------------- |
| 20.     | 11 lutego   | 1997 | Sestriere   | Supergigant | 1:23,50    | +2,42  | Isolde Kostner        |
| 30.     | 15 lutego   | 1997 | Sestriere   | Zjazd       | 1:41,18    | +4,68  | Hilary Lindh          |
| 27.     | 3 lutego    | 1999 | Vail        | Supergigant | 1:20,53    | +2,71  | Alexandra Meissnitzer |
| 26.     | 7 lutego    | 1999 | Vail        | Zjazd       | 1:48,20    | +2,98  | Isolde Kostner        |
| 14.     | 8 lutego    | 1999 | Vail        | Kombinacja  | 3:08,52    | +9,01  | Pernilla Wiberg       |
| 28.     | 29 stycznia | 2001 | St. Anton   | Supergigant | 1:23,44    | +1,96  | Régine Cavagnoud      |
| 29.     | 6 lutego    | 2001 | St. Anton   | Zjazd       | 1:36,20    | +4,27  | Michaela Dorfmeister  |

### Mistrzostwa świata juniorów
| Miejsce | Dzień    | Rok  | Miejscowość | Konkurencja | Czas biegu | Strata     | Zwyciężczyni     |
| ------- | -------- | ---- | ----------- | ----------- | ---------- | ---------- | ---------------- |
| 38.     | 9 marca  | 1994 | Lake Placid | Zjazd       | 1:27,50    | +4,47      | Mélanie Suchet   |
| 22.     | 13 marca | 1994 | Lake Placid | Gigant      | 2:19,29    | +8,49      | Mélanie Turgeon  |
| 7.      | 16 marca | 1995 | Voss        | Zjazd       | 1:26,23    | +0,69      | Sylviane Berthod |
| 8.      | 18 marca | 1995 | Voss        | Slalom      | 1:22,12    | +2,65      | Marlies Oester   |
| 7.      | 20 marca | 1995 | Voss        | Gigant      | 2:02,46    | +1,49      | Karin Roten      |
| 3.      | 20 marca | 1995 | Voss        | Kombinacja  | 21,16 pkt  | +16,56 pkt | Karin Roten      |

### Puchar Świata

#### Miejsca w klasyfikacji generalnej
- sezon 1995/1996: 103.
- sezon 1996/1997: 67.
- sezon 1997/1998: 48.
- sezon 1998/1999: 55.
- sezon 1999/2000: 38.
- sezon 2000/2001: 73.
- sezon 2001/2002: 97.
- sezon 2002/2003: 115.

#### Miejsca na podium
1. Sankt Moritz – 17 grudnia 1999 (zjazd) – 3. miejsce